# Liste der Baudenkmäler in Neuburg an der Donau
Auf dieser Seite sind die Baudenkmäler in der oberbayerischen Großen Kreisstadt Neuburg an der Donau zusammengestellt. Diese Tabelle ist eine Teilliste der Liste der Baudenkmäler in Bayern. Grundlage ist die Bayerische Denkmalliste, die auf Basis des Bayerischen Denkmalschutzgesetzes vom 1. Oktober 1973 erstmals erstellt wurde und seither durch das Bayerische Landesamt für Denkmalpflege geführt wird. Die folgenden Angaben ersetzen nicht die rechtsverbindliche Auskunft der Denkmalschutzbehörde.

## Ensembles

### Ensemble Obere Stadt
Kern des Ensembles, dem auch die inneren Teile der beiden Vorstädte, der unteren um die Luitpoldstraße, der oberen um den Wolfgang-Wilhelm-Platz sowie Elisenbrücke und Leopoldineninsel zugehören, ist die Obere Stadt. Sie dehnt sich über den gesamten, 20 m über der Donau aufragenden Jura-Rücken. Rückgrat und organisierende Achse des Stadtgrundrisses in diesem Kernbereich ist die
Amalienstraße. Sie legt sich von W nach O, vom oberen zum unteren Tor, über den Kamm des Hügels, dessen westliche Spitze sie jedoch von Süden her in kurzem, steilem Anstieg erreicht. In ihrem Nordostteil, einschließlich Karlsplatz und südliche Nebengassen, ist die befestigte agilolfingische „Civitas nova“, eine Marktsiedlung des 7. Jahrhunderts, zu sehen, welcher keltische und römische Besiedlung und Befestigung vorausgehen.
Das Castell Venaxamodurum der späten Kaiserzeit befand sich an der Westspitze des Stadtberges im Bereich der heutigen Münz. Auf dem Platz der späteren Hofkirche stiftete Herzog Heinrich IV. von Bayern (als deutscher König Heinrich II.) 1002 ein Benediktinerinnenkloster, das gleichzeitig der civitas als Pfarrkirche diente. Der Provinzialbibliothek am Karlsplatz ging eine romanische Martinskirche voraus. Auf dem Westteil der Amalienstraße besteht mit St. Peter seit dem 7. Jahrhundert die älteste Pfarrkirche Neuburgs. (In der zweiten Hälfte des 8. Jahrhunderts war sie Diözesansitz eines kurzlebigen agilolfingischen Bistums Neuburg.) Südlich gegenüber, in der Münz, errichteten die Marschälle von Kalendin als königliche Burggrafen seit dem 12. Jahrhundert eine
Stadtburg, seit 1247 bauten die Wittelsbacher als Stadtherren diese Anlage aus. Der gesamte Bereich der westlichen Oberstadt wurde erst im frühen 15. Jahrhunderts vollständig
besiedelt und befestigt.
Die Blütezeit Neuburgs, durch welche das Bild der oberen Stadt neu geprägt wurde, begann 1503 mit der Installierung eines Fürstentums Pfalz-Neuburg und dem Ausbau der Stadt zur Residenz. Das neue Fürstenschloss des Pfalzgrafen Ottheinrich am Nordostrand des Stadtberges ließ dort das neue städtebauliche Schwergewicht entstehen, wie es bis zur Gegenwart wirksam ist. Hofbauten, Hofkirche, ehemaliges Jesuitenkolleg, stattliche Adels- und Hofbeamtenhäuser aus dem 16. und 17. Jahrhundert in der Amalien- und der parallel laufenden Herrengasse bestimmen seitdem die Physiognomie der oberen Stadt. Spätbarocke Ausgestaltungen fehlen fast ganz, da Neuburg 1685 seine Residenzfunktion verlor.
Der innere Teil der unteren Vorstadt an der Luitpoldstraße ist durch den alten nord-südlichen Verkehrsweg am Fuße des Stadtberges und durch den Donauübergang bestimmt. An diesem zwar ungeschützten, doch verkehrsgünstigen Platz, beim jetzigen Postamt in der Luitpoldstraße, befand sich auch der agilolfingische Herzogs- und spätere Königshof. Nachdem sich das geschäftliche Leben Neuburgs im frühen 19. Jahrhundert vorwiegend von der oberen Stadt in die untere Vorstadt verlagerte, entstand in der dortigen Hauptstraße, der Luitpoldstraße, auch eine Reihe repräsentativer Bauten, die sich von der niederen Bebauung der ostwärts anschließenden Nebenstraßen abhebt.
Die obere Vorstadt um den Wolfgang-Wilhelm-Platz nahm eine der großen gegenreformatorischen Klosteranlagen Neuburgs, das Ursulinenkloster (seit 1816 Seminar) auf. Um diesen Komplex vor dem oberen Tor ordnen sich Bürgerhäuser und einige Adelspalais; der ganze Bereich unterscheidet sich deutlich von den südlich anschließenden Stadterweiterungen des 19. Jahrhunderts.
Aktennummer: E-1-85-149-1

### Ensemble Bahnhofstraße
Die Anlage der Straße geht auf die spätrömische Zeit zurück. Die Straße führte von dem auf der Westspitze des Stadtberges befindlichen Kastell über das abgebrochene Feldkirchener Tor nach Feldkirchen. In dieser Form im letzten Viertel des 19. Jahrhunderts angelegte breite Vorstadtstraße mit seitlicher Bepflanzung, auf das Bahnhofsgebäude zielend. Beiderseits lockere Bebauung durch Villen in historisierendem Stil, dazwischen Gärten. Aktennummer: E-1-85-149-2.

## Stadtbefestigung
(Amalienstraße A 7; Ottheinrichplatz A 119; Schlagbrückchen C 7)
- Stadtbefestigung, Bering der Altstadt Neuburg, nach 1392 und später (15. Jahrhundert), noch weitgehend unverbaut erhaltener Befestigungsring um die Altstadt mit vorgelagerten Terrassen, Bastionen und Zwinger;
- West- und Südfront: weitgehend vollständig erhalten, Grabenanlage mit Wallaufschüttung, äußerer Stadtmauerzug mit Stützpfeilern, obere Stadtmauer mit Schalentürmen und mehreren Bastionen, Ausbildung eines Zwingers,
- Innere Stadtmauer mit ehemaliger Fronfeste (Bereich Gerichtsgasse A 109), Umgestaltung zum Hofgarten unter Herzogin Anna Amalia 1795/1800;
- Nordfront: in Teilstücken erhalten, mit vorgelagerten Terrassen bis zum Donauufer, teilweise mit Wehrgang;
- Ostfront: durch neuen Zugang zur Oberstadt 1868 teilweise abgetragen, entlang der Luitpoldstraße restliche Mauern;
- Sogenannter Hexenturm, siehe Amalienstraße A 36;
- Sogenannter Hugenottenbau (Teil der inneren Barbakane zwischen innerem und äußerem Oberen Tor), siehe Amalienstraße A 37;
- Sogenanntes Unteres Stadttor, siehe Residenzstraße A 2;
- Sogenanntes Oberes Tor, siehe Amalienstraße A 32;
- Sogenannte Burgwehr, siehe Hofgartenstraße A 119.

Aktennummer: D-1-85-149-270.

## Baudenkmäler nach Gemeindeteilen

### Neuburg
| Lage | Objekt | Beschreibung | Akten-Nr.      | Bild |
| --- | --- | --- | -------------- | --- |
| Amalienstraße (Standort) | Verbindungsgang, sogenannter Fürstengang | Gedeckter Gang vom Schloss zur Hofkirche führend, zweigeschossiger Trakt zu 17 Achsen mit Pultdach und Frieszone, hofseitig mit Erdgeschossarkaden, Johann Alberthal, 1628; Umgang, um die Sockelzone der Apsis der Hofkirche führend, Pultdach, frühes 17. Jahrhundert | D-1-85-149-254 | Verbindungsgang, sogenannter Fürstengang                                                                                |
| Amalienstraße A 7 (Standort) | Ehemaliger Wasserturm | Unter Pfalzgraf Ottheinrich zur Versorgung von Stadt und Schloss erbaut, dreigeschossiger quadratischer Turm mit oktogonalem Abschluss und Zwiebelhaube mit Laterne, aufgemalte Gliederung, 1531 | D-1-85-149-2   | weitere Bilder |
| Amalienstraße A 8 (Standort) | Ehemaliges Schulhaus, sogenannte Amalienschule | Viergeschossiger Bau mit Mezzanin und hohem Walmdach, aufgemalte Architekturgliederung (erneuert), errichtet von Hans Knör, 1712/15 | D-1-85-149-3   | weitere Bilder |
| Amalienstraße A 18 (Standort) | Ehemaliges Bürgerhaus, sogenanntes Laßberghaus | Dreigeschossiger traufseitiger Bau mit viergeschossigem Bodenerker, Dachwerk um 1552–55, rückwärtige Erweiterung um 1784/85; Ehemaliges Stallgebäude, mit zwei Toren, 18. Jahrhundert Mit Teilen der Stadtbefestigung auf dem Flurstück; siehe auch Eintrag Stadtbefestigung | D-1-85-149-6   | weitere Bilder |
| Amalienstraße A 19 (Standort) | Ehemaliges Adelspalais, sogenanntes Weveldhaus, jetzt Stadtmuseum | Stattlicher dreigeschossiger Bau mit Eckerker im Südosten und lisenengegliedertem geschwungenen Ostgiebel, reiche Fassadengliederung, 1515/17, Umbau von Thomas Limbrunner 1714/16, ab 1718 durch Johann Puchtler Mit Teilen der Stadtbefestigung auf dem Flurstück. Siehe Eintrag Stadtbefestigung | D-1-85-149-7   | weitere Bilder |
| Amalienstraße A 20 (Standort) | Ehemaliges Stadtgerichts- oder Syndikatshaus | Dreigeschossiger giebelseitiger Bau mit geschweiftem Volutengiebel, wohl 16. Jahrhundert, dendrochronologisch datiert 1685/86 (Dachwerk), Fassade im frühen 18. Jahrhundert verändert | D-1-85-149-8   | weitere Bilder |
| Amalienstraße A 23 (Standort) | Ehemaliges Bürgerhaus, sogenanntes Mozarthaus | Dreigeschossiger giebelständiger Eckbau mit Satteldach, im Kern 16. Jahrhundert; Rückgebäude, dreigeschossiger Bau mit Mansardgiebeldach, hofseitig mit Arkaden, 18./19. Jahrhundert | D-1-85-149-9   | weitere Bilder |
| Amalienstraße A 24 (Standort) | Katholische Stadtpfarrkirche St. Peter | Barocke dreischiffige Hallenkirche mit Emporen, neu erbaut von Johann Serro 1641–46, Chor 1671; mit Ausstattung; Nördlich Sakristei, eingeschossiger Satteldachbau, wohl 18. Jahrhundert; Mit Teilen der Stadtbefestigung auf dem Flurstück. Siehe Eintrag Stadtbefestigung | D-1-85-149-10  | weitere Bilder |
| Amalienstraße A 25 (Standort) | Ehemaliges Chorstift-Kaplanhaus | Dreigeschossiger Bau mit Schweifgiebel, im Kern 16. Jahrhundert, Umbau 18. Jahrhundert Mit Teilen der Stadtbefestigung auf dem Flurstück. Siehe Eintrag Stadtbefestigung | D-1-85-149-11  | weitere Bilder |
| Amalienstraße A 28 (Standort) | Villa | Zweigeschossiger freistehender Bau mit Walmdach, spätes 19. Jahrhundert Mit Teilen der Stadtbefestigung auf dem Flurstück. Siehe Eintrag Stadtbefestigung | D-1-85-149-12  | weitere Bilder |
| Amalienstraße A 31 (Standort) | Wohnhaus | Zweigeschossig, Straßenfassade mit Rechteckzinnen, Restbestandteil der feldseitigen Mauer, im Kern 14./15. Jahrhundert | D-1-85-149-13  | weitere Bilder |
| Amalienstraße A 33 (Standort) | Ehemaliges Wohnhaus, jetzt Biohistoricum | Spätklassizistischer Bau mit Mittelrisalit, auf Unterbauten des inneren Obertores des 16. Jahrhunderts errichtet, erbaut von Joseph Hiller, 1880 | D-1-85-149-15  | weitere Bilder |
| Amalienstraße A 34 (Standort) | Wohnhaus, sogenanntes Thomashaus | Dreigeschossiger giebelständiger Bau mit viergeschossigem Kastenerker und Putzgliederung, im Kern 16. Jahrhundert, Fassade 18. Jahrhundert | D-1-85-149-16  | weitere Bilder |
| Amalienstraße A 35 (Standort) | Ehemalige Deutsche Schule | Dreigeschossiger Eckbau mit geschweiftem Giebel, im Kern 16. Jahrhundert, Ausbau 1616 und 18. Jahrhundert | D-1-85-149-17  | weitere Bilder |
| Amalienstraße A 40 (Standort) | Katholische Pfarrhaus St. Peter | Stattlicher zweigeschossiger traufständiger Satteldachbau, Anfang 18. Jahrhundert, anstelle eines mittelalterlichen Vorgängerbaus. Mit Teilen der Stadtbefestigung auf dem Flurstück. Siehe Eintrag Stadtbefestigung | D-1-85-149-20  | weitere Bilder |
| Amalienstraße A 41, A 42 (Standort) | Ehemaliges Bäckerhaus, sogenanntes Dunzenbäckerhaus | Dreigeschossiges traufständiges Eckhaus, 15. Jahrhundert, im 19. Jahrhundert erhöht, Fassadenrenovierung 1990; Nebengebäude, mit Mansard-Satteldach, Ende 18. Jahrhundert | D-1-85-149-22  | weitere Bilder |
| Amalienstraße A 43 (Standort) | Ehemaliges Kaplanhaus, jetzt Pfarrheim St. Peter | Dreigeschossiger Walmdachbau, im Kern wohl um 1500 | D-1-85-149-23  | weitere Bilder |
| Amalienstraße A 45 (Standort) | Hofarkaden | 17. Jahrhundert, in den Neubau integriert | D-1-85-149-25  | Hofarkaden |
| Amalienstraße A 46 (Standort) | Ehemaliges Bürgerhaus zeitweise auch Adelspalais, sogenanntes Klarmannhaus | Dreigeschossiger Bau mit pilastergegliedertem Schweifgiebel, Balkon und Einfahrt, 1715 | D-1-85-149-26  | weitere Bilder |
| Amalienstraße A 47 (Standort) | Ehemalige Buchdruckerei | Dreigeschossiger Traufseitbau, mit klassizistischem Tor und Fenstergittern, Nordfassade im späteren 19. Jahrhundert aufgestockt, hofseitig Mansarddachbau erhalten, erbaut von Franz Anton Bögler 1807/08; Westflügel, dreigeschossiger Walmdachbau, 19. Jahrhundert | D-1-85-149-27  | weitere Bilder |
| Amalienstraße A 49 (Standort) | Gasthaus zur Blauen Traube | Dreigeschossiges Eckhaus mit Volutengiebel, 1701 | D-1-85-149-28  | weitere Bilder |
| Amalienstraße A 50 (Standort) | Ehemalige Stadt- und Hofapotheke (1640–1799 Stadtapotheke, bis 1817 Hofapotheke) | Zweigeschossiger Bau mit aufwändiger Renaissancefassade und Schweifgiebel, über dem Eingang zweigeschossiger Kastenerker auf Steinsäulen, Kernbau von 1428/29 (dendrochronologisch datiert), Fassadengestaltung bezeichnet mit „1563“, Kastenerker 1719 vorgesetzt, Steingewände im Erdgeschoss um 1740, Rekonstruktion der Fassadenmalereien 1999/2001 | D-1-85-149-29  | weitere Bilder |
| Amalienstraße A 51 (Standort) | Ehemalige Posthalterei und Gasthaus zur Goldenen Sonne, sogenanntes Eybhaus | Stattlicher dreigeschossiger barocker Bau mit reicher Gliederung durch Bänder, Segmentgiebel mit Blendfenstern und Voluten, erbaut von Adam Limbrunner, 1720 | D-1-85-149-30  | weitere Bilder |
| Amalienstraße A 52 (Standort) | Ehemalige Apotheke (von 1837 bis 1995), ehemalige Fürstenherberge | Stattlicher dreigeschossiger Eckbau mit Geschossbänderung, Vorschussmauer mit Figurennischen und pilastergegliedertem Segmentgiebel, wohl Johann Puchtler, 1713 | D-1-85-149-31  | weitere Bilder |
| Amalienstraße A 53 (Standort) | Ehemalige Hofapotheke, jetzt Gasthaus | Zweigeschossiger Bau mit Volutengiebel, 1713 als Sitz der Hofapotheke erbaut, Umbau 1800 | D-1-85-149-32  | weitere Bilder |
| Amalienstraße A 54 (Standort) | Ehemaliges Gasthaus zur Rose, jetzt Stadtverwaltung | Dreigeschossiges Giebelhaus mit geknickter Fassade, wohl 17. Jahrhundert, Umbau erste Hälfte 18. Jahrhundert, 1980 Umbau und Einbeziehung in den Verwaltungskomplex der Stadtverwaltung. (Siehe auch Amalienstraße A 54 und Landschaftsstraße A 71) | D-1-85-149-34  | weitere Bilder |
| Amalienstraße A 54 (Standort) | Ehemaliges Seminarpropsthaus (ab 1709), jetzt Stadtverwaltung | Zweigeschossiger Eckbau mit Mansardgiebeldach, Umbau 1786. (Siehe auch Amalienstraße A 54 und A 55) | D-1-85-149-145 | weitere Bilder |
| Amalienstraße A 54 (Standort) | Ehemaliges Studienseminar zum Heiligen Kreuz, jetzt Stadtverwaltung | Anlage um einen Innenhof; zwei- bzw. dreigeschossige Nord-, Ost- und Südflügel, 1684/85, Umbau 1715/16. (Siehe auch Amalienstraße A 55 und Landschaftsstraße A 71) | D-1-85-149-33  | weitere Bilder |
| Amalienstraße A 56 (Standort) | Ehemaliges Bürgerhaus, sogenanntes Döllgast-Haus | Zweigeschossiges schmales Mansarddachhaus mit geschweiftem Giebel, um 1530, Umbauten im frühen 17. Jahrhundert und 18. Jahrhundert, sowie 1800 | D-1-85-149-35  | weitere Bilder |
| Amalienstraße A 57 (Standort) | Wohn- und Geschäftshaus | Zweigeschossiger Bau mit Treppengiebel, 16./17. Jahrhundert, verändert im 18./19. Jahrhundert | D-1-85-149-36  | weitere Bilder |
| Amalienstraße A 58 (Standort) | Ehemaliges Bürgerhaus, sogenanntes Graßeggerhaus (seit 1731) | Zweigeschossiger Bau mit Treppengiebel und Flacherker, Ende 16. Jahrhundert, verändert im 18./19. Jahrhundert | D-1-85-149-37  | weitere Bilder |
| Amalienstraße A 59 (Standort) | Ehemaliges Bürgerhaus, sogenanntes Schell`sches Haus | Dreigeschossiges Giebelhaus, zweiflügelige Haustür mit Empire-Ornamentik, wohl frühes 17. Jahrhundert, Neugestaltung der Fassade 1725, Sanierung 1982/84 | D-1-85-149-38  | weitere Bilder |
| Amalienstraße A 60 (Standort) | Ehemalige Buchdruckerei Prechter | Dreigeschossiger Eckbau mit erhöhter Sockelzone, lisenengegliederter Schweifgiebel und Figurennische über dem Portal, im Kern wohl spätes 16. Jahrhundert, Umbau 1714 | D-1-85-149-39  | weitere Bilder |
| Amalienstraße A 61 (Standort) | Ehemaliges Bürgerhaus | Dreigeschossiges giebelständiges Eckhaus, wohl 17. Jahrhundert | D-1-85-149-40  | weitere Bilder |
| Am Graben B 179 (Standort) | Gaststätte | Zweigeschossiges Eckhaus mit Satteldach, Eckrustizierung und horizontaler Gliederung, 18./19. Jahrhundert | D-1-85-149-42  | weitere Bilder |
| Am Grünen Bug D 202 (Standort) | Wohnhaus | Eingeschossiger giebelseitiger Satteldachbau, 18. Jahrhundert | D-1-85-149-44  | weitere Bilder |
| Amlerstraße B 144 (Standort) | Villa | Schlichter eingeschossiger Bau auf hohem Kellergeschoss mit Wintergarten, Zwerchhäusern und straßenseitigem Erker, um 1905/1908 | D-1-85-149-282 | Villa |
| Am Pulverturm (Standort) | Pulvertürmchen | Wohl 17. Jahrhundert | D-1-85-149-55  | Pulvertürmchen |
| Am Stadtgraben (Standort) | Grabenanlage | 14./15. Jahrhundert | D-1-85-149-54  | BW |
| Am Unteren Tor C 11 (Standort) | Wohn- und Geschäftshaus | Zweigeschossiger Walmdachbau, anstelle des kurfürstlichen Torhauses 1831 errichtet | D-1-85-149-48  | Wohn- und Geschäftshaus                                                                                                 |
| An der Luisenhöhe (Standort) | Tempietto, sogenannter Luisentempel | Zur Erinnerung an die Befreiungskriege gegen die napolianische Besetzung (1812–1815) und zu Ehren der preußischen Königin Luise (1776–1810) errichtet, von Franz Hofmann, 1913 | D-1-85-149-275 | Tempietto, sogenannter Luisentempel                                                                                     |
| An der Luisenhöhe 2; Nähe Unterer Brandl (Standort) | Ehemalige Schanzanlage | Mit Stützmauern, 17. Jahrhundert | D-1-85-149-199 | Ehemalige Schanzanlage                                                                                                  |
| An der Weiherleite 1 (Standort) | Villa | Zweigeschossiger Walmdachbau, gartenseitig mit Laube, Putzrahmung mit Monogramm und Datierung über dem Eingang, errichtet von Ickas, bezeichnet mit „1921“; Mit Pflanzweiher-Anlage | D-1-85-149-200 | Villa |
| Anna-von-Philipp-Straße B 32 1/2 (Standort) | Villa Burgwaldhof | Stattlicher zweigeschossiger Bau mit Mansard-Walmdach, Zwerchgiebeln und dreiviertelrunden Ecktürmen, um 1910; Einfriedung mit Toreinfahrt, um 1910; Park | D-1-85-149-49  | Villa Burgwaldhof |
| Anna-von-Philipp-Straße B 33 (Standort) | Verwaltungsgebäude | Dreigeschossiger geschlämmter Backsteinbau mit Walmdach, Lisenengliederung und Stichbogenfenstern, drittes Viertel 19. Jahrhundert | D-1-85-149-50  | Verwaltungsgebäude |
| Apothekengasse A 72 (Standort) | Ehemaliges Bürgerhaus, sogenanntes Böksches Haus | Dreigeschossiger Bau mit pilastergegliedertem Schweifgiebel, im Kern 16. Jahrhundert | D-1-85-149-51  | weitere Bilder |
| Apothekengasse A 73 (Standort) | Ehemaliges Bürgerhaus, sogenanntes Burckhardsches Haus | Dreigeschossiger Traufseitbau, im Kern 16. Jahrhundert | D-1-85-149-52  | weitere Bilder |
| Augsburger Straße (Standort) | Steinkreuz | Wohl um 1500 | D-1-85-149-227 | Steinkreuz |
| Bahnhofstraße B 104 (Standort) | Kloster der Elisabethinerinnen (mit ehemaligem Krankenhaus) | Zweigeschossige T-förmige Anlage, 1838 und 1882 | D-1-85-149-57  | Kloster der Elisabethinerinnen (mit ehemaligem Krankenhaus)                                                             |
| Bahnhofstraße B 105 (Standort) | Loretokapelle | Kleiner tonnengewölbter Rechteckraum, im Süden und Westen umbaut durch das ehemalige Kaplanhaus (Bahnhofstraße B 106), südlich eingebaut reich gegliederter Turm mit Welscher Haube, errichtet von Wolfgang Michael von Silbermann 1657; mit Ausstattung | D-1-85-149-58  | weitere Bilder |
| Bahnhofstraße B 107 (Standort) | Ehemalige Klosterkirche der Barmherzigen Brüder St. Wolfgang | Barocker Neubau von 1696/97; mit Ausstattung; Krankenhausbauten, dreigeschossig, 1857, Umbau und Aufstockung des Ost- und des Nordflügels 1886; Kreuzigungsgruppe, 18./19. Jahrhundert; an der Ostfassade | D-1-85-149-59  | weitere Bilder |
| Bahnhofstraße B 108 (Standort) | Ehemaliges Finanzamt, jetzt Polizeigebäude | Stattlicher neubarocker dreigeschossiger Walmdachbau mit Putzgliederungen und Mittelrisalit, 1910; Nebengebäude, mit Schopfwalmdach, wohl gleichzeitig | D-1-85-149-60  | weitere Bilder |
| Bahnhofstraße B 109 (Standort) | Villa Marienbad | Zweigeschossiger Bau mit Zwerchhaus, Standerker, sowie Zierfachwerk in Giebel und Kniestock, um 1900 | D-1-85-149-61  | weitere Bilder |
| Bahnhofstraße B 111 (Standort) | Ehemalige Gaststätte | Zweigeschossiger Walmdachbau mit Mittelrisalit, Ende 19. Jahrhundert, erneuert | D-1-85-149-63  | weitere Bilder |
| Bahnhofstraße B 112 (Standort) | Villa | Spätklassizistisch gegliederter zweigeschossiger Walmdachbau mit übergiebeltem Mittelrisalit, zweite Hälfte 19. Jahrhundert | D-1-85-149-64  | weitere Bilder |
| Bahnhofstraße B 119 (Standort) | Villa | Zweigeschossiger spätklassizistisch gegliederter Satteldachbau, zweite Hälfte 19. Jahrhundert | D-1-85-149-65  | Villa |
| Bahnhofstraße B 139 (Standort) | Villa | Zweigeschossiger asymmetrischer Bau mit Putzgliederung, Eckturm und Bodenerker, verschindelter Giebelzone, sowie Zierfachwerk im Bereich des Kniestocks, um 1900; Einfriedung, um 1900 | D-1-85-149-67  | weitere Bilder |
| Bahnhofstraße B 140 (Standort) | Villa | Zweigeschossiger Bau, teilweise in Blankziegelbauweise, mit loggiaartigem, leicht zurückversetzten Nordtrakt, 1903; Mit Einfriedung, wohl gleichzeitig | D-1-85-149-68  | weitere Bilder |
| Bahnhofstraße B 141 (Standort) | Ehemaliges Beamtenwohnhaus | Herrschaftliches dreigeschossiges Mietshaus mit Quergiebel und turmartiger Eckbetonung, 1905 | D-1-85-149-70  | weitere Bilder |
| Bahnhofstraße B 142 (Standort) | Ehemaliges Landwirtschaftsamt, jetzt Volkshochschule | Zweigeschossiger Walmdachbau mit Risalit und Volutenschweifgiebel, erste Hälfte 19. Jahrhundert | D-1-85-149-76  | weitere Bilder |
| Bahnhofstraße B 147 (Standort) | Rundturm der ehemaligen Hofgartenmauer, jetzt Wohnturm | Zweigeschossig, 16. Jahrhundert | D-1-85-149-72  | weitere Bilder |
| Bahnhofstraße B 148 (Standort) | Ehemaliges Hofgärtnerhaus | Zweigeschossiger Traufseitbau mit auffälliger Putzgliederung (erneuert), zweite Hälfte 17. Jahrhundert | D-1-85-149-73  | weitere Bilder |
| Donauwörther Straße B 62 (Standort) | Ehemaliger Gasthof | Zweigeschossiger Walmdachbau, um 1860 | D-1-85-149-77  | Ehemaliger Gasthof |
| Donauwörther Straße B 67 1/2 (Standort) | Kreuzigungsgruppe, Christus mit Magdalena | Um 1750, aufgestellt 1909 | D-1-85-149-124 | Kreuzigungsgruppe, Christus mit Magdalena                                                                               |
| Donauwörther Straße B 67 1/2 (Standort) | Ottheinrichturm | Dreigeschossig mit Erdgeschossrustizierung und Zinnenkranz, bezeichnet mit „1903“ | D-1-85-149-276 | Ottheinrichturm |
| Donauwörther Straße B 87, Fünfzehnerstraße 2 (Standort) | Ehemalige Gastwirtschaft | Stattlicher freistehender Eckbau, dreigeschossig mit Satteldach, westlicher Trakt leicht zurückversetzt, im Kern noch 17. Jahrhundert, mit späteren Veränderungen | D-1-85-149-93  | Ehemalige Gastwirtschaft                                                                                                |
| Dr.-Karl-Lexer-Weg B 300 (Standort) | Einfamilienhaus | Zweigeschossiger Walmdachbau auf hohem Untergeschoss, mit Flacherkern, weitem Dachüberstand und Zwerchhaus, wohl nach Plan von Baumeister Franz Hoffmann erbaut 1911/12, Terrassenanbau 1932 | D-1-85-149-285 | weitere Bilder |
| Dr.-Karl-Lexer-Weg B 304 (Standort) | Villenartiges Wohnhaus | Zweigeschossiger Walmdachbau mit Risalit und Treppengiebel, Eckerker und horizontaler Putzbandgliederung, 1927/28; Mit gemauerter Einfriedung und Gartentor, gleichzeitig | D-1-85-149-281 | weitere Bilder |
| Englischer Garten, Englischer Garten C 311, Flachslandenstraße 25, Oskar-Wittmann-Straße 5, 7 (Standort)                                                                   | Englischer Garten | Nach Plänen des Neuburger Försters Luz 1804/16 angelegt, nach Schädigungen durch Hochwasser und Holzeinschlag Neugestaltung durch den Münchner Hofgartenintendanten Carl August Sckell 1835/44 | D-1-85-149-209 | weitere Bilder |
| Eybstraße B 243 a (Standort) | Rundturm, sogenannter Pfadfindertum | Zweigeschossiger Wohnturm, ehemaliges Teilstück der Hofgartenmauer, 16. Jahrhundert | D-1-85-149-82  | Rundturm, sogenannter Pfadfindertum                                                                                     |
| Färberstraße C 93 (Standort) | Wohn- und Geschäftshaus | Zweigeschossiger traufseitiger Mansarddachbau mit reicher Fassadengliederung, 1888/90 | D-1-85-149-83  | Wohn- und Geschäftshaus                                                                                                 |
| Franziskanerstraße (Standort) | Ummauerung des ehemaligen sogenannten Hundsgartens | ehemaliger Teil des abgegangenen Oberstjägermeisteranwesens, Bruchstein und Ziegelmauerwerk, mit Bogenportal, 18./19. Jahrhundert | D-1-85-149-315 | Ummauerung des ehemaligen sogenannten Hundsgartens                                                                      |
| Franziskanerstraße B 200 (Standort) | Schule | Langgestreckter dreigeschossiger Mansarddachbau mit Zwerchhaus und Fenstergliederung im spätklassizistischen Stil, rustiziertes Erdgeschoss und pilastergerahmtes Portal mit Skulpturen, Mitte 19. Jahrhundert, 1877 Aufstockung, Portal bezeichnet mit „1915“ | D-1-85-149-85  | weitere Bilder |
| Franziskanerstraße B 201 (Standort) | Wohn- und Geschäftshaus | Zweigeschossiger Eckbau mit Walmdach und Bandgliederung, pilastergerahmtes Portal mit Oberlicht, erste Hälfte 19. Jahrhundert | D-1-85-149-86  | weitere Bilder |
| Franziskanerstraße B 204 (Standort) | Wohnhaus | Zweigeschossiger giebelseitiger Satteldachbau, rustiziertes Erdgeschoss, 19. Jahrhundert | D-1-85-149-87  | weitere Bilder |
| Franziskanerstraße B 205 (Standort) | Ehemaliges Waschhaus des Franziskanerklosters, jetzt Wohn- und Geschäftshaus | Zweigeschossiges Eckhaus mit Schweifgiebel, erbaut nach 1657, im 19. Jahrhundert verändert | D-1-85-149-88  | weitere Bilder |
| Franziskanerstraße B 211 (Standort) | Mehrfamilienhaus | Dreigeschossiger Mansarddachbau mit Treppengiebel, Kastenerker und Lisenengliederung, als Arzthaus errichtet von Architekt Just 1929 | D-1-85-149-277 | Mehrfamilienhaus |
| Franziskanerstraße B 215, B 216 (Standort) | Ehemaliges Franziskanerkloster und Franziskanerklosterkirche St. Anton, jetzt Altenpflegeheim und seit 1854 Klosterkirche der Barmherzigen Brüder St. Augustin                                                                                  | Ehemaliges Klostergebäude, dreigeschossige Flügelanlage um zwei Innenhöfe, gartenseitig Mittelrisalit mit Blendgiebel, nach Brand 1793 neu errichtet, 1891 Erhöhung, spätere Erneuerungen; Klosterkirche St. Augustin, östlich der ehemaligen Klosteranlage, nach Süden gerichteter flachgedeckter Saalbau, 1657–60, nach Brand 1793 wiederhergestellt; mit Ausstattung | D-1-85-149-89  | weitere Bilder |
| Franziskanerstraße B 219 (Standort) | Friedhofsverwaltung | Zweigeschossiger freistehender Mansarddachbau, 1827 | D-1-85-149-90  | weitere Bilder |
| Franziskanerstraße B 220 (Standort) | Städtischer Friedhof, auf dem Areal des ehemaligen Hofgartens | Bestattungsplatz seit dem 17. Jahrhundert, Erweiterungen 1662, 1805, 1839, 1954; Friedhofsmauer, mit Portal im Norden und zum Teil eingelassene Grabsteine des 18./19. Jahrhunderts; Leichenhaus, ehemalige Franziskuskapelle, ehemals zur Klosterkirche gehörig, 1805 abgemauert, seitliche Anbauten 20. Jahrhundert | D-1-85-149-271 | weitere Bilder |
| Fünfzehnerstraße 3 (Standort) | Ehemaliges Handwerkerhaus, jetzt Kindergarten | Zweigeschossiger giebelständiger Satteldachbau mit Putzgliederung, südlichem eingeschossigem Anbau und gartenseitig mit Lauben, nördlich Hoftor, im Kern wohl 18. Jahrhundert | D-1-85-149-248 | weitere Bilder |
| Fünfzehnerstraße 9 (Standort) | Wohnhaus, sogenanntes Gustav-von-Bally-Haus | Schmaler freistehender und dreigeschossiger Satteldachbau mit Rundbogenfries, wohl Mitte 19. Jahrhundert | D-1-85-149-256 | weitere Bilder |
| Fünfzehnerstraße 18 (Standort) | Turnhalle | Zweigeschossiger Bau mit Volutengiebel und neubarocker Fassadengliederung, bezeichnet mit „1905“ | D-1-85-149-95  | weitere Bilder |
| Fünfzehnerstraße 22 (Standort) | Ehemalige Kaserne, jetzt Förderschule | Zweigeschossiger Walmdachbau mit zwei Eckrisaliten, erstes Viertel 20. Jahrhundert | D-1-85-149-96  | Ehemalige Kaserne, jetzt Förderschule                                                                                   |
| Gerichtsstraße A 113 (Standort) | Ehemalige Reitschule und Stallung, jetzt Amtsgerichtsgefängnis | Stattlicher, dreigeschossiger Giebelbau des 16. Jahrhunderts, Inschrift im Dachstuhl Peter Heyler 1577, Umbau 1620–26; Erweiterungsbauten, L-förmig und dreigeschossiger Bau mit Walmdach, Nordtrakt mit reichem Portal, wohl erstes Viertel 20. Jahrhundert | D-1-85-149-262 | Ehemalige Reitschule und Stallung, jetzt Amtsgerichtsgefängnis                                                          |
| Herrenstraße A 85 (Standort) | Wohnhaus, sogenanntes Philippihaus | Zweigeschossiger Eckbau mit Satteldach und Kastenerker auf Konsolen, an der Ostseite dreigeschossiger Bodenerker, wohl 16. Jahrhundert | D-1-85-149-97  | weitere Bilder |
| Herrenstraße A 87 (Standort) | Wohnhaus, sogenanntes Leoprechtinghaus | Zweigeschossiger Eckbau mit Steildach, 16. Jahrhundert, später verändert | D-1-85-149-99  | weitere Bilder |
| Herrenstraße A 89 (Standort) | Ehemaliges Handwerkerhaus, sogenanntes Kreuzlmacherhaus | Dreigeschossiges Eckhaus mit Walmdach, im Kern 16./17. Jahrhundert | D-1-85-149-263 | weitere Bilder |
| Herrenstraße A 90 (Standort) | Ehemaliges Bürgerhaus | Zweigeschossiges Giebelhaus mit aufgemalter Portalarchitektur und klassizistischer Haustür, wohl 16. Jahrhundert, erneuert; Mit Vorgarten | D-1-85-149-101 | weitere Bilder |
| Herrenstraße A 91 (Standort) | Ehemaliges Goldschmiedehaus | Giebelständiges dreigeschossiges Handwerkerhaus, wohl ehemals mit Laden, im Kern 16./17. Jahrhundert | D-1-85-149-102 | weitere Bilder |
| Herrenstraße A 94 (Standort) | Ehemaliges Handwerkerhaus und ehemaliges Bortenmacherhaus | Dreigeschossiges traufseitiges Eckhaus mit Eckrustika und horizontaler Gliederung, aufgedoppelte Haustür, im Kern 17. Jahrhundert, Tür 18. Jahrhundert | D-1-85-149-104 | weitere Bilder |
| Herrenstraße A 95 (Standort) | Ehemalige Hofstatt beim Pfarrhof St. Peter, sogenanntes Rindfleischhaus | Dreigeschossiges Giebelhaus mit Erkern, im Kern 15. Jahrhundert (erstmalige Erwähnung 1456), historisierende Fassade um 1900 Mit Teilen der Stadtbefestigung auf dem Flurstück. Siehe Eintrag Stadtbefestigung | D-1-85-149-105 | weitere Bilder |
| Herrenstraße A 97 (Standort) | Ehemaliges Bürgerhaus, sogenanntes Schlatterhaus, sogenanntes Hosemannsches Haus | Dreigeschossiger Bau mit Mansardwalmdach und aufgemalter Gliederung, frühes 17. Jahrhundert, Neugestaltung der Fassade 1725, im 19. Jahrhundert verändert Mit Teilen der Stadtbefestigung auf dem Flurstück. Siehe Eintrag Stadtbefestigung | D-1-85-149-107 | weitere Bilder |
| Herrenstraße A 99 (Standort) | Ehemaliges Adelspalais, sogenanntes Graf Verri-Haus | Dreigeschossiger Bau mit Dreiecksgiebel und Schopfwalmdach, klassizistische Fassadengestaltung, wohl erste Hälfte 17. Jahrhundert, 1786 umgebaut; Rückwärtig Salettl, um 1786 | D-1-85-149-110 | weitere Bilder |
| Herrenstraße A 100 (Standort) | Ehemaliger Poststall | Zweigeschossiger giebelständiger Bau mit Putzgliederung, klassizistische Tür mit Gewände, wohl 17. Jahrhundert Mit Teilen der Stadtbefestigung auf dem Flurstück. Siehe Eintrag Stadtbefestigung | D-1-85-149-111 | weitere Bilder |
| Herrenstraße A 102 (Standort) | Ehemaliges Adelspalais | Zweigeschossiger Bau mit Schweifgiebel, Lisenengliederung und Fassadenstuck, wohl von Giovanni Domenico Barbieri, um 1730; Hofeinfahrt, Gliederung durch rustizierte Lisenen, Steinfigur über geradem Gebälkabschluß, um 1730 Mit Teilen der Stadtbefestigung auf dem Flurstück. Siehe Eintrag Stadtbefestigung | D-1-85-149-113 | weitere Bilder |
| Herrenstraße A 104 (Standort) | Ehemaliges Bürgerhaus und Adelspalais, sogenanntes Hofkammerrat-Arnold-Haus | Zweigeschossiger Bau mit Putzquaderung und Treppengiebel, 1650. Mit Teilen der Stadtbefestigung auf dem Flurstück. Siehe Eintrag Stadtbefestigung | D-1-85-149-115 | weitere Bilder |
| Hirschenstraße C 158 (Standort) | Gasthof | zweigeschossiger, traufständiger Satteldachbau mit rundbogiger Toreinfahrt, gewölbtem Stallteil, sechsjochiges böhmisches Kappengewölbe mit zwei reich ornamentierten Renaissance-Säulen, wohl Spolien des Neuburger Residenzschlosses, 19. Jahrhundert | D-1-85-149-309 | Gasthof |
| Hirschenstraße C 159 (Standort) | Wohn- und Geschäftshaus | Zweigeschossiger traufständiger Satteldachbau mit Eckerker, barockisierende Fensterrahmungen, Windfahne bezeichnet mit „1908“ | D-1-85-149-119 | weitere Bilder |
| Hirschenstraße C 170, Spitalstraße C 170 a (Standort) | Wohnhaus | Zweigeschossiger Traufseitbau mit schlichter Putzgliederung, 19. Jahrhundert | D-1-85-149-120 | Wohnhaus |
| Hochederplatz 3 (Standort) | Wohn- und Geschäftshaus | Zweigeschossiges Eckhaus mit Putzquaderung am Erdgeschoss, Lisenengliederung und Mezzaningeschoss, nachklassizistisch, Mitte 19. Jahrhundert | D-1-85-149-75  | weitere Bilder |
| In der Münz A 36 (Standort) | Ehemaliges Landvogtamt und ehemalige Münze, Gebäudegruppe um den Münzhof | Nördlicher Bau, sogenanntes Ritterhaus, stattlicher dreigeschossiger Satteldachbau mit Ziergiebel, bezeichnet mit „1462“, Giebel 1703, 1977/78 weitgehend entkernt; Turm, sogenannter Hexenturm, viergeschossiger Turm der mittelalterlichen Stadtburg, östlich an das sogenannte Ritterhaus anschließend, um 1200; Südlicher Bau, sogenannter Hugenottenbau, langgestreckter Bau auf der südlichen Bastion, später ausgebaut zu Wohnungen für Religionsflüchtlinge aus Frankreich, 16. Jahrhundert. Siehe auch Eintrag Stadtbefestigung | D-1-85-149-18  | weitere Bilder |
| Ingolstädter Straße 4 (Standort) | Ehemaliges Forstamt | Zweigeschossiger Walmdachbau mit dreigeschossigem Mittelrisalit und Fassadengliederung im neuklassizistischen Stil, drittes Viertel 19. Jahrhundert | D-1-85-149-126 | Ehemaliges Forstamt |
| Ingolstädter Straße 11 (Standort) | Villa | Asymmetrischer zweigeschossiger Bau mit Turm und vorkragendem Satteldach mit Laubsägearbeiten, bezeichnet mit „1893“ | D-1-85-149-127 | Villa |
| Josefstraße A 74 (Standort) | Ehemaliges Bürgerhaus, sogenanntes Mockhaus | Zweigeschossiges Eckhaus mit Mansarddach, 1898, im Kern spätes 18. Jahrhundert | D-1-85-149-250 | weitere Bilder |
| Josefstraße A 75, A 76, A 77 (Standort) | Ehemaliges Bürgerhaus | Zweigeschossiges Reihenhaus mit Satteldach und einheitlicher Fassadengliederung, unterteilt in drei Wohneinheiten (Josefstraße A 75, 76 und 77), von Franz Anton Bögler, 1804 | D-1-85-149-128 | weitere Bilder |
| Josefstraße A 78 (Standort) | Wohnhaus, sogenanntes Gräflich Leining`sches Haus | Zweigeschossiges Eckhaus mit steilem Giebel und geputzten Eckrustika, Ostseite mit dreiachsigem Mittelrisalit, wohl 17. Jahrhundert, im 18. Jahrhundert verändert | D-1-85-149-131 | weitere Bilder |
| Josefstraße A 80 (Standort) | Ehemaliges Stadtbäckerhaus | Zweigeschossiger Eckbau mit breitem Giebel und aufgemalter Quaderung, 17./18. Jahrhundert | D-1-85-149-259 | weitere Bilder |
| Josefstraße A 83 (Standort) | Wohnhaus, sogenanntes Dodtsches Haus | Zweigeschossiges Eckhaus mit Satteldach und aufgedoppeltem Tor mit geschweiften Oberlichten, Ende 17. Jahrhundert, Tor zweite Hälfte 18. Jahrhundert, Wohnhaus erneuert um 1995 | D-1-85-149-134 | weitere Bilder |
| Karlsplatz (Standort) | Marienbrunnen | Mit Galvanofiguren (Putti), wohl 1722, umgestaltet 1773 | D-1-85-149-142 | weitere Bilder |
| Karlsplatz A 10 (Standort) | Ehemalige Hofkirche, katholische Kirche St. Maria, Neubau als evangelische Predigtkirche, 1617 Übergabe an den Jesuitenorden | Dreischiffige frühbarocke Hallenkirche mit Emporen, nach Entwürfen von Joseph Heintz d. Ä. von Gilg Vältin 1607/27 errichtet; mit Ausstattung | D-1-85-149-135 | weitere Bilder |
| Karlsplatz A 11 (Standort) | Ehemaliges Jesuitenkolleg, ab 1847 Institut der Englischen Fräulein, jetzt Mädchenrealschule | Anlage mit mehreren Flügeln um zwei Innenhöfe, dreigeschossige Trakte mit aufgemalter Architekturgliederung, der Westflügel zweigeschossig mit Arkaden und Mansarddach, 1618–22 auf älteren Vorgängerbauten des 1542 aufgehobenen Benediktinerinnenklosters errichtet, südliche Verlängerung und Aufstockung des vorhandenen Baubestandes 1692; Rückgebäude, zweigeschossiger Walmdachbau, wohl 18./19. Jahrhundert | D-1-85-149-4   | weitere Bilder |
| Karlsplatz A 12 (Standort) | Rathaus | Dreigeschossiger Walmdachbau mit doppelläufiger Freitreppe, Portal mit seitlichen Figurennischen, von Gilg Vältin 1603/09 errichtet, 1640/42 erneuert, 1945 brandbeschädigt, Wiederaufbau und Neueinrichtung 1948/49 | D-1-85-149-136 | weitere Bilder |
| Karlsplatz A 13 (Standort) | Ehemaliges Adelspalais, sogenanntes Thurn- und Taxishaus | Stattlicher dreigeschossiger Bau mit breitgelagertem gestuftem Giebel und seitlichen Anschwüngen, stuckierte Fassade, um 1730, Fassade 1747, Fassadenrenovierung und Stuckerneuerung 2002 | D-1-85-149-137 | weitere Bilder |
| Karlsplatz A 14 (Standort) | Wohnhaus, sogenanntes Zieglerhaus | Dreigeschossiges Eckhaus mit Mansardwalmdach, Eckrustizierung und Eingangsportal über der Freitreppe, an der Nordseite Einbeziehung der Stadtmauerreste, 1712/13; Torgebäude, zweigeschossig, 18./19. Jahrhundert | D-1-85-149-138 | weitere Bilder |
| Karlsplatz A 15 (Standort) | Wohnhaus, sogenanntes Riesch-Haus | Dreigeschossiger traufseitiger Mansarddachbau mit Kastenerker auf Konsolen, 1803–07 erbaut, unter Einbeziehung älterer Substanz. Mit Teilen der Stadtbefestigung auf dem Flurstück. Siehe Eintrag Stadtbefestigung | D-1-85-149-139 | weitere Bilder |
| Karlsplatz A 16 (Standort) | Ehemaliges Bürgerhaus, sogenanntes Lorihaus | Dreigeschossiges Wohnhaus mit zwei geschweiften Giebeln, verbunden durch ein Altangitter, im Kern 16. Jahrhundert, Neugestaltung der Fassade mit Stuckierung und Lisenen, Ende 18. Jahrhundert | D-1-85-149-140 | weitere Bilder |
| Karlsplatz A 17 (Standort) | Provinzialbibliothek | Zweigeschossiger Eckbau mit Mansardwalmdach und geschweiftem Giebel, reiche Fassadengestaltung mit Pilastern und Stuck, die Südfassade weist Säulen und Giebelarchitektur auf, Neubau der Kongregation nach Entwürfen von Franz Xaver Moritz von Löwen, 1731/32; mit Ausstattung | D-1-85-149-141 | weitere Bilder |
| Karmelitergasse A 88 (Standort) | Wohnhaus, sogenanntes Stockmaierhaus | Dreigeschossiges giebelständiges Eckhaus, 17. Jahrhundert, um 1900 Erweiterung nach Westen und Fassadengestaltung, 1996 Wiederherstellung der früheren Fassadengestaltung mit aufgemalten Quadern | D-1-85-149-100 | weitere Bilder |
| Klausenweg B 32 (Standort) | Sogenanntes Klausengut, ehemaliger Eremitensitz | Baugruppe über dem Steilhang zur Donau; halbrunder turmartiger Bau, 17./18. Jahrhundert, bis 1778 Eremitage, bei Umwandlung zur Ökonomie 1804 durch schmalen erdgeschossigen Mansarddachbau erweitert; parallel vorgelagert villenartiges Wohnhaus, zweigeschossiger Satteldachbau mit Erker und Schweifgiebeln, um 1910/15 | D-1-85-149-53  | Sogenanntes Klausengut, ehemaliger Eremitensitz                                                                         |
| Kurfürstinstraße 32 (Standort) | Gasthof | Zweigeschossiger traufständiger Satteldachbau mit schlichter Putzgliederung und Durchfahrt, Osttrakt mit ehemaliger Stallung, Anfang 19. Jahrhundert | D-1-85-149-118 | BW |
| Landschaftsstraße A 68 (Standort) | Ehemaliges Malteser-Propsthaus | Zweigeschossiger Giebelbau, an der Ostseite Standerker mit Treppengiebel, wohl 16. Jahrhundert, frühbarocke Fassadenbemalung mit Eckrustika 1986/88 rekonstruiert, im Inneren weitgehend erneuert 1986/88 | D-1-85-149-143 | weitere Bilder |
| Landschaftsstraße A 69 (Standort) | Ehemalige Laternenwirtschaft | Zweigeschossiger Eckbau mit Mansarddach, 16./17. Jahrhundert | D-1-85-149-144 | Ehemalige Laternenwirtschaft                                                                                            |
| Landschaftsstraße A 115 (Standort) | Ehemaliges Landschaftsgebäude | Aus zwei Gebäudekomplexen bestehend; Hauptbau, dreigeschossiger Eckbau mit zweigeschossigem oktogonalem Eckerker, hofseitig Arkaden, im Kern Ende 16. Jahrhundert, zweite Hälfte 17. Jahrhundert, Fassadengestaltung 18. Jahrhundert, 1780 Umbau und Aufstockung; Östlich sogenanntes Hornsteinisches Haus, leicht zurückversetzter dreigeschossiger Bau mit Volutengiebel, Fassade mit Bänder gegliedert, 1780 | D-1-85-149-146 | weitere Bilder |
| Landschaftsstraße A 116 (Standort) | Ehemaliges Gasthaus (Mitte 19. bis Anfang 20. Jahrhundert), sogenanntes Graf-Pestalozzi-Haus | Dreigeschossiger Giebelbau mit Rustikaputz, im Kern 16. Jahrhundert, 1765 über altem Kern erneuert | D-1-85-149-147 | Ehemaliges Gasthaus (Mitte 19. bis Anfang 20. Jahrhundert), sogenanntes Graf-Pestalozzi-Haus                            |
| Landschaftsstraße A 117 (Standort) | Ehemaliger Marstallkomplex; ehemaliges Marstallgebäude | Stattlicher dreigeschossiger Traufseitbau mit Kastenerker und nördlichem Treppenturm, Fassade mit Rustikagliederung, kreuzgratgewölbte Tordurchfahrt, im Kern 16. Jahrhundert, spätere Umbauten; Östlich ehemaliger Marstall, eingeschossiger Satteldachbau mit Zwerchhäusern, nach Plänen von Hans Knotz, wohl um 1530, Portal bezeichnet mit „1594“; Westlich ehemaliger Pferdestall, eingeschossiger Satteldachbau mit Putzrustika, 16. Jahrhundert; Marstallhof, innere Stützmauern im Osten und Süden, mit gewölbten Kasematten und Treppengang zur Burgwehr, wohl 1535 | D-1-85-149-175 | Ehemaliger Marstallkomplex; ehemaliges Marstallgebäude                                                                  |
| Leopoldineninsel (Standort) | Brückenfigur | Johann-Nepomuk-Statue, bezeichnet mit „1707“ | D-1-85-149-80  | Brückenfigur |
| Leopoldineninsel C 36 (Standort) | Ehemaliges Brauereigebäude des ehemals Kurpfälzischen Bräuhauses | Querstehender, dreigeschossiger Kopfbau mit Satteldach, horizontaler Bandgliederung und Rustika-Quaderung, aufgedoppelte Haustür, im Kern erste Hälfte 18. Jahrhundert, um 1985 im Inneren erneuert | D-1-85-149-150 | weitere Bilder |
| Luitpoldstraße C 3 (Standort) | Wohn- und Geschäftshaus | Zweigeschossiger Bau mit neubarockem Schweifgiebel, erbaut 1904 | D-1-85-149-151 | Wohn- und Geschäftshaus                                                                                                 |
| Luitpoldstraße C 70 (Standort) | Ehemaliges Postamt | Stattlicher zweigeschossiger Mansardwalmdachbau mit Mittelrisalit und Balkon, reich gestaltete neubarocke Fassade, 1901 | D-1-85-149-152 | weitere Bilder |
| Luitpoldstraße C 72 (Standort) | Ehemalige Schlossapotheke | Zweigeschossiger palaisartiger Bau mit Mansardwalmdach und reich gegliederter neubarocker Fassade, Ende 19. Jahrhundert, 1982 nach Süden erweitert | D-1-85-149-153 | weitere Bilder |
| Luitpoldstraße C 73 (Standort) | Wohn- und Geschäftshaus | Dreigeschossig mit flachem Walmdach, Fassade mit schlichter Neurenaissancegliederung, erbaut 1889; Schmiedeeisernes Tor, mit Initialen in Lorbeerkränzen, wohl gleichzeitig | D-1-85-149-154 | weitere Bilder |
| Luitpoldstraße C 74 (Standort) | Bankhaus | Dreigeschossiges Eckhaus mit flachem Walmdach, Fassade mit Neurenaissancegliederung, 1889 | D-1-85-149-155 | Bankhaus |
| Mazillisstraße C 144 (Standort) | Ehemaliges Zimmermeisterhaus | Zweigeschossiges traufseitiges Haus mit Laden, drittes Viertel 19. Jahrhundert | D-1-85-149-158 | Ehemaliges Zimmermeisterhaus                                                                                            |
| Mittlere Schanze () | Schanzanlagen | 17. Jahrhundert | D-1-85-149-159 | |
| Monheimer Straße 4 (Standort) | Villa | Zweigeschossiger Bau mit Eckturm und Risalit mit Schopfwalmdach, reiche Neurenaissance-Putzgliederung, zweite Hälfte 19. Jahrhundert | D-1-85-149-160 | Villa |
| Münchener Straße, Bahnlinie Seehof – Neuoffingen (Standort) | Straßenunterführung der Unteren Donautalbahn | Natursteinmauerwerk, errichtet im Zuge des Eisenbahnbaus 1872/74 | D-1-85-149-251 | Straßenunterführung der Unteren Donautalbahn                                                                            |
| Münchener Straße 2 (Standort) | Wohn- und Geschäftshaus, mit Apotheke | Dreigeschossiger Eckbau mit Zeltdach, zweite Hälfte 19. Jahrhundert | D-1-85-149-161 | weitere Bilder |
| Münchener Straße 6 (Standort) | Geschäftshaus | Dreigeschossiger Bau in Sichtbetonkonstruktion mit verputzten Obergeschossen, Fassadengestaltung in Formen des späten Jugendstils, Akzentuierung der Mittelachse durch Treppengiebel und Kastenerker, Erker bezeichnet mit „1913“ | D-1-85-149-162 | weitere Bilder |
| Neuhofstraße D 228 (Standort) | Ehemaliger Ökonomiehof, wohl ehemaliger Meierhof der Neuburger Jesuiten, später auch Brauerei, sogenannter Alter Neuhof | Dreiflügelanlage, von 1699; Nordflügel, ehemaliger Ökonomiebau, eingeschossiger Satteldachbau, östlich mit Schweifgiebelabschluss; Ostflügel, wohl ehemaliger Verwaltungsbau, zweigeschossiger Traufseitbau mit Putzgliederung, Durchfahrt und nördlichem Schweifgiebel; Südflügel, ehemaliger Stallbau, eingeschossiger Steildachbau mit gegliedertem Giebeldreieck; Östlich angeschlossen ehemaliges Brauhaus, stattlicher zweigeschossiger Traufseitbau mit profiliertem Giebelgesims und Segmentbogenfenstern, 1709; Westlich Hofmauer mit Einfahrt, mit Pilastergliederung und verkröpftem Gebälk | D-1-85-149-165 | Ehemaliger Ökonomiehof, wohl ehemaliger Meierhof der Neuburger Jesuiten, später auch Brauerei, sogenannter Alter Neuhof |
| Oberer Brandl B 1 (Standort) | Ehemaliges Adelspalais, sogenanntes Graf Türheimisches Haus | Zweigeschossiger winkelförmiger Bau mit stuckierter und gegliederter Fassade, Osttrakt mit Schopf-Mansarddach und Volutengiebel mit Pilastergliederung, Westtrakt mit Walmdach und gartenseitig mit Loggia, 1718/19, im Inneren um 1800 verändert | D-1-85-149-92  | weitere Bilder |
| Oberer Brandl B 3 (Standort) | Ehemaliges Bürgerhaus | Zweigeschossiger freistehender Satteldachbau mit Architekturmalerei (erneuert), zweiflügelige, aufgedoppelte Haustür mit zwei Türklopfern, hofseitig hölzerner Laubengang am Obergeschoss, wohl Anfang 18. Jahrhundert | D-1-85-149-166 | weitere Bilder |
| Oberer Brandl B 10 (Standort) | Ehemaliger Wehrturm, Wohnturm | Zweigeschossig, westlich mit gerundetem Abschluss, frühes 16. Jahrhundert. Siehe auch Listeneintrag Stadtbefestigung | D-1-85-149-167 | Ehemaliger Wehrturm, Wohnturm                                                                                           |
| Oberer Brandl B 13 (Standort) | Ehemaliges Adelspalais, sogenanntes Baron-Giessen-Haus | Zweigeschossiger freistehender Bau mit Schopf-Mansarddach und aufgemalter Gliederung, Giebelfeld durch Pilaster unterteilt, nach Süden und Norden im Obergeschoss Kastenerker, reich gestaltetes Portal, um 1720 | D-1-85-149-168 | weitere Bilder |
| Oberes Tor A 32 (Standort) | Ehemaliges Torhaus, sogenanntes Oberes Tor | Zweigeschossiger giebelständiges Stadttor mit zwei flankierenden Rundtürmen mit Zeltdach, 1541. Siehe auch Eintrag Stadtbefestigung | D-1-85-149-14  | weitere Bilder |
| Oskar-Wittmann-Straße 8 (Standort) | Villa | Asymmetrisch gruppierter zweigeschossiger Bau mit abgewalmtem Quergiebel und turmartigem Zwerchhaus, in Formen des geometrischen Jugendstils, von Franz Hofmann 1908 erbaut; Gemauerte Einfriedung, wohl gleichzeitig | D-1-85-149-255 | weitere Bilder |
| Ottheinrichplatz A 1 (Standort) | Ehemaliges Landschafts- und Regierungsgebäude, jetzt Amtsgerichtsgebäude | Dreigeschossiger lisenengegliederter Walmdachbau mit reicher barocker Fassadengestaltung, um 1720–30, westlicher Teil in Anlehnung an die Stilformen des älteren Baus 1909 errichtet | D-1-85-149-170 | weitere Bilder |
| Ottheinrichplatz A 118 (Standort) | Ehemaliges Feuerwehrgerätehaus, jetzt Touristinfo | Eingeschossiger stattlicher Satteldachbau mit Treppengiebel, Erdgeschoss mit Segmentbogenfenstern und ehemaliges drei Einfahrten, von Joseph Hiller, letztes Viertel 19. Jahrhundert (um 187.) | D-1-85-149-261 | weitere Bilder |
| Ottheinrichplatz A 119 (Standort) | Ehemalige Burgwehr, ehemaliger südöstlicher Eckturm der Stadtbefestigung, jetzt Tagungsgebäude | Zweigeschossiger Walmdachbau mit Geschützterrassen und Verbindungsgang zu den darunter liegenden Kasematten, 1535 Ausbau der Bastei, 1793/94 Umgestaltung zum Gartenturm unter Herzogin Amalie von Zweibrücken, heutige Form 19. Jahrhundert Siehe auch Eintrag Stadtbefestigung | D-1-85-149-122 | Ehemalige Burgwehr, ehemaliger südöstlicher Eckturm der Stadtbefestigung, jetzt Tagungsgebäude                          |
| Pfalzstraße C 52 (Standort) | Ehemaliges Handwerkerhaus | Zweigeschossiger Satteldachbau in Eckstellung, im Kern 17. Jahrhundert, Anbau des 18. Jahrhunderts | D-1-85-149-267 | weitere Bilder |
| Pfalzstraße C 63 (Standort) | Hotel Rennbahn und Hofgartentheater | Dreigeschossiger langgestreckter Bau mit Walmdach und polygonalem Erker, Jugendstildekor, über dem Theatereingang großes reich dekoriertes Fensterportal, 1903 | D-1-85-149-176 | weitere Bilder |
| Platz der Deutschen Einheit 1, An der Hochschule B 1, Donauwörther Straße B 72, B 73, B 74, B 76, B 78, B 79, B 80, B 81, B 82, B 83, B 84, Fünfzehnerstraße 24 (Standort) | Ehemalige Kaserne des 15. bayerischen Infanterie-Regiments, sogenannte Lassigny-Kaserne, mit Mannschafts- und Wirtschaftsgebäuden, 1886–1911, Hauptbauphase 1889/90. Sogenannte Alte Kaserne (Platz der Deutschen Einheit 1), jetzt Landratsamt | Barocke dreigeschossige Dreiflügelanlage, Eckbetonung durch Mansardwalmdächer, von Johann Martin Pentenrieder 1768–72, 1877 erweitert, umgebaut 1979–1983; - Ehemalige Exerzierhalle (B 78), eingeschossiger langgestreckter Backsteinbau mit Satteldach, Rundbogenfenstern und Lisenengliederung, 1886. - Ehemalige Wagenremise (B 76), eingeschossiger langgestreckter Sichtziegelbau mit Mittelrisalit und umlaufendem Fries, 1889/90. - Ehemalige Waschanstalt, jetzt Jugendzentrum, dreigeschossiger Sichtziegelbau mit Mezzanin und Walmdach, sowie Mittelrisalit und Segmentbogenfenstern, 1889/90. - Ehemaliges Verheirateten-Gebäude (westlich B 82 und östlich B 84), zwei dreigeschossige Sichtziegelbauten mit Klötzchenfries, Segmentbogenfenstern und Walmdach, 1889/90. - Ehemaliges Dienstgebäude (B 83), langgestreckter dreigeschossiger Sichtziegelbau mit Walmdach, 1889/90. - Ehemaliges Mannschaftsgebäude (B 72) viergeschossiger Sichtziegelbau mit Eckrisaliten und Walmdach, reiche Fassadengestaltung, 1894–98. - Ehemaliges Kasernengebäude (B73), dreigeschossiger Sichtziegelbau mit Walmdach und Mittelrisalit, reiche Fassadengestaltung, sowie Rund- bzw. Segmentbogenfenster, 1894–98. - Ehemaliges Badehaus (B 80), eingeschossiger Sichtziegelbau mit Mezzanin, Satteldach und Querbau, einfache Zinnengiebel, 1894–98. - Ehemalige Halbbataillonkaserne (B 74), viergeschossiger Backsteinbau mit übergiebelten Mittelrisalit, Eckrisalite mit Walmdach, 1910/11. - Ehemaliges Wirtschaftsgebäude (B 75), zweigeschossiger Backsteinbau mit Walmdach und Lisenengliederung, 1910/11. - Ehemaliges Familiengebäude (B 81), dreigeschossiger Backsteinbau mit Walmdach, 1910/11 | D-1-85-149-249 | weitere Bilder |
| Residenzstraße A 2 (Standort) | Residenzschloss | Beherrschender Baukomplex, errichtet unter Pfalzgraf Ottheinrich ab 1527 Westflügel, sogenannter Ottheinrichsbau, mächtiger und massiver Baukörper mit Putzquaderung, Rundbogenfenstern im Obergeschoss und zweigeschossigem Vorbau mit Altane, leicht abgewinkelte Nordfront mit Treppenturm, im Nordtrakt evangelische Schlosskirche mit Emporengalerie, Hoffassade mit doppelgeschossigen Arkaden, Sgraffito-Malereien und Treppenturm, 1530–1538, 1824 Dachneubau, Schlosskirche im Wesentlichen 1540–43 ausgebaut; Südflügel, sogenannter Küchenbau, viergeschossiger Bau mit doppelgeschossigen Hofarkaden, 1533, erhöht 1634; Nordflügel, viergeschossiger Bau mit Putzquaderung und Ziergiebeln, hofseitig mit doppelgeschossigen Arkaden, 1534–1538, zum Teil über mittelalterlichen Befestigungsanlagen, um 1590 Steildach mit Giebeln; Ostflügel, sogenannter Philipp-Wilhelm-Bau, viergeschossiger Bau mit Kuppelrisaliten, der nordöstliche Trakt mit Grottenanlagen, schlichte Fassadengestaltung mit gliedernden Horizontalbändern, 1665–68 | D-1-85-149-1   | weitere Bilder |
| Residenzstraße A 2 (Standort) | Toranlage, sogenanntes Unteres Tor | Spätmittelalterlich, mit Zinnenkranz und Wappen des Kurfürsten Karl Theodor, im 17. Jahrhundert überbaut, 1752 wohl erneuert Siehe auch Eintrag Stadtbefestigung | D-1-85-149-47  | Toranlage, sogenanntes Unteres Tor                                                                                      |
| Residenzstraße A 62 (Standort) | Wohn- und Geschäftshaus, sogenanntes Gietlhaus | Dreigeschossiges Eckhaus mit Satteldach, wohl 17. Jahrhundert | D-1-85-149-171 | Wohn- und Geschäftshaus, sogenanntes Gietlhaus                                                                          |
| Residenzstraße A 65 (Standort) | Ehemaliges evangelisch-lutherisches Pfarrhaus | Zweigeschossiges Giebelhaus, 1847 | D-1-85-149-172 | Ehemaliges evangelisch-lutherisches Pfarrhaus                                                                           |
| Residenzstraße A 66 (Standort) | Ehemaliges Bürgerhaus, sogenanntes Härtlhaus | Stattlicher dreigeschossiger Satteldachbau, südlich mit dreigeschossigem Bodenerker, im Kern 16. Jahrhundert, Umbau und Aufstockung zu einem Hospiz 1722, 1992 Befunduntersuchung und Rekonstruktion der Fassadengestaltung von 1722 | D-1-85-149-173 | Ehemaliges Bürgerhaus, sogenanntes Härtlhaus                                                                            |
| Residenzstraße A 67 (Standort) | Ehemaliger Zehentstadel, seit 1869 Stadttheater | Stattlicher dreigeschossiger Satteldachbau mit Freitreppe und rustizierter Sockelzone, von Joseph Hiller 1868/69 als Theater umgebaut, im Kern älter | D-1-85-149-174 | weitere Bilder |
| Rosenstraße C 98 (Standort) | Wohn- und Geschäftshaus | Zweigeschossiger giebelständiger Bau mit Schweifgiebel und Erker, barockisierende Fassadengestaltung, 1897 | D-1-85-149-178 | Wohn- und Geschäftshaus                                                                                                 |
| Rosenstraße C 102 (Standort) | Wohn- und Geschäftshaus | Dreigeschossiger Bau mit Schweifgiebel und neubarocker Putzgliederung, um 1900 | D-1-85-149-179 | Wohn- und Geschäftshaus                                                                                                 |
| Rosenstraße D 1 (Standort) | Ehemaliges Gasthaus, jetzt Wohn- und Geschäftshaus | Giebelständiges zweigeschossiges Eckhaus mit Eckerker über profilierten Konsolen, 17./18. Jahrhundert | D-1-85-149-177 | Ehemaliges Gasthaus, jetzt Wohn- und Geschäftshaus                                                                      |
| St.-Andreas-Straße (Standort) | Kapelle St. Andreas, sogenannte Krautkapelle | Kleiner Saalbau mit Dachreiter, nordseitig mit Stützpfeilern, 1650–60, mit späteren Veränderungen; mit Ausstattung | D-1-85-149-181 | Kapelle St. Andreas, sogenannte Krautkapelle                                                                            |
| Schrannenstraße C 56 (Standort) | Wohn- und Geschäftshaus | Zweigeschossiger giebelständiger Satteldachbau mit Segmentbogenfenstern, 17. Jahrhundert | D-1-85-149-185 | Wohn- und Geschäftshaus                                                                                                 |
| Sehensander Weg 4 (Standort) | Ehemalige Brauerei Neuhof, mehrteilige Anlage auf dem Areal des vormaligen Kreuzbräu-Kellers | Hauptgebäude zweigeschossig (Maschinen- und Kesselhaus) mit turmartigem Teil (Sudhaus) und reicher, zweifarbiger Sichtziegelgliederung, bezeichnet mit „1904“; mit technischer Ausstattung Ehemaliges Bürogebäude, zweigeschossiger traufständiger Bau mit Quergiebel, wohl 1904 Ehemaliges Kellergebäude (Fassfüllerei und Kühlschiff), zwei- bzw. dreigeschossiger Flachdachbau mit sandsteingerahmten Segmentbogenfenstern, wohl 1904 Über gleichzeitig angelegtem Gärkeller (erstes Kellergeschoss) und älterem Lagerkeller (zweites Kellergeschoss) mit zwei parallelen tonnengewölbtem Abschnitten im östlichen Teil | D-1-85-149-186 | weitere Bilder |
| Spitalplatz C 193 (Standort) | Ehemaliges Bürgerspital Heiliger Geist | Schlichter dreigeschossiger zweiflügeliger Bau, mit Walm- bzw. Satteldach, die Ostseite schließt an die Kirche an, im Kern 1522, 1790 Erweiterung, 1793 Erhöhung um drittes Obergeschoss, 1858 Erweiterung | D-1-85-149-189 | Ehemaliges Bürgerspital Heiliger Geist                                                                                  |
| Spitalplatz C 194 (Standort) | Katholische Stadtpfarrkirche Heiliger Geist | Barocke Saalkirche mit halbrundem Chorschluss, wohl von Johann Puchtler 1723–26 errichtet, Turmerhöhung 1738/39; mit Ausstattung; Friedhofsmauer mit Epitaphien; Kriegergedächtniskapelle, pilastergegliederter Bau mit Dreiecksgiebel, 19. Jahrhundert; mit Ausstattung | D-1-85-149-187 | weitere Bilder |
| Sternstraße (Standort) | Stadtbrunnen | Gusseisen, 19. Jahrhundert | D-1-85-149-190 | weitere Bilder |
| Sudetenlandstraße (Standort) | Berliner Bär | stehende Bärenfigur aus Steinguss, 1965 von Karl Bobek | D-1-85-149-307 | Berliner Bär |
| Theresienstraße B 162 (Standort) | Ehemaliges Sattlerhaus | Zweigeschossiges Eckhaus mit Erker, im Kern Barock, spätere Umbauten; Nebengebäude, mit Mansarddach und Fachwerkkonstruktion, wohl 18. Jahrhundert | D-1-85-149-257 | weitere Bilder |
| Theresienstraße B 183 (Standort) | Ehemaliges Bankhaus, jetzt Wohn- und Geschäftshaus | Dreigeschossiger Walmdachbau, um 1900; Rückgebäude, zweigeschossiger winkelförmiger Bau, straßenseitig mit Rundgiebel, wohl um 1900; Verbindungsbau mit Einfahrt und darüber liegenden Arkaden, um 1900 | D-1-85-149-191 | weitere Bilder |
| Theresienstraße B 187 (Standort) | Evangelisch-lutherische Christuskirche | Saalbau mit eingezogenem Rechteckchor, südlich beigestellter Turm, durch Annexbau mit dem Kirchenschiff verbunden, westlich des Turms Durchfahrt, östlich kleiner Walmdachbau mit Durchfahrt, von German Bestelmeyer 1927–1930; Ummauerung, Naturstein, von German Bestelmayer 1927/30 | D-1-85-149-192 | weitere Bilder |
| Theresienstraße B 188 (Standort) | Wohnhaus, sogenanntes Offiziershaus | Zweigeschossiger Bau über hohem Kellergeschoss und asymmetrischer Fassadengliederung, Zwerchhaus mit Treppengiebel, Kastenerker, um 1906. Bildet mit Theresienstraße B 189 eine einheitliche Baugruppe. Siehe auch Theresienstraße B 189 | D-1-85-149-260 | weitere Bilder |
| Theresienstraße B 189 (Standort) | Wohnhaus, sogenanntes Offiziershaus | Zweigeschossiger Eckbau über hohem Kellergeschoss, mit Schopfwalmdach und Erker, um 1906 Bildet mit Theresienstraße B 188 eine einheitliche Baugruppe. Siehe auch Theresienstraße B 188 | D-1-85-149-258 | weitere Bilder |
| Theresienstraße B 191 (Standort) | Wohn- und Geschäftshaus | Zweigeschossiger Traufseitbau, um 1900 | D-1-85-149-193 | Wohn- und Geschäftshaus                                                                                                 |
| Theresienstraße B 194 a (Standort) | Geschäftshaus | Eingeschossiger langgestreckter Bau mit Schweifgiebel und Stuckdekor, 19./20. Jahrhundert | D-1-85-149-264 | weitere Bilder |
| Theresienstraße B 195 (Standort) | Wohn- und Geschäftshaus, sogenanntes Reiterbauernhaus | Zweigeschossiger traufseitiger Bau mit Ladeneinbau und Bodenerker, im Kern 17. Jahrhundert, Änderung der Hauptfirstrichtung im 19. Jahrhundert | D-1-85-149-195 | weitere Bilder |
| Theresienstraße B 198 (Standort) | Wohnhaus | Stattlicher traufständiger Satteldachbau, dreigeschossig mit spätklassizistischer Fassadengliederung, erbaut nach Plänen von Stadtbautechniker Joseph Hiller 1877–80 | D-1-85-149-268 | weitere Bilder |
| Theresienstraße B 199 (Standort) | Gasthaus | Zweigeschossiger Eckbau mit Satteldach, Segmentbogenfenstern und rustiziertem Erdgeschoss, 19. Jahrhundert, Windfahne bezeichnet mit „1879“ | D-1-85-149-196 | weitere Bilder |
| Weveldweg 4 (Standort) | Villa | In Form eines Doppelhauses, mit leicht asymmetrischen Haushälften, barockisierender Putzgliederung, sowie mit Zierfachwerk, Türmchen und Salettl, um 1900 | D-1-85-149-201 | Villa |
| Wolfgang-Wilhelm-Platz B 90 (Standort) | Ehemaliges Kloster der Ursulinen mit ehemaliger Klosterkirche St. Ursula; ehemals Kloster der Ursulinen, seit 1816 Studienseminar, jetzt katholische Fachakademie                                                                               | Vierflügelanlage um einen Innenhof, von Valerian Brenner 1700, Hauptportal an der Ostseite von 1933; Westlich Erweiterungsbau, dreigeschossiger geschlämmter Backsteinbau mit Walmdach und Segmentbogenfenstern, wohl zweite Hälfte 19. Jahrhundert; Ehemalige Klosterkirche der Ursulinen, seit 1816 katholische Studienkirche, barocke Saalkirche mit Pilastergliederung und risalitartig vortretendem Turm, von Valerian Brenner 1700/01; Gartenmauer an der Donauwörther Straße mit Ecktürmchen, 18. Jahrhundert | D-1-85-149-203 | weitere Bilder |
| Wolfgang-Wilhelm-Platz B 91 (Standort) | Ehemaliges Verwalterhaus des Studienseminars, sogenanntes Beichtvaterhaus | Zweigeschossiger traufseitiger Bau mit Erdgeschossrustizierung und Steildach, wohl um 1600 (Dachwerk), Innenausbau 18. Jahrhundert, rückwärtig spätere Erweiterung | D-1-85-149-280 | weitere Bilder |
| Wolfgang-Wilhelm-Platz B 170 (Standort) | Ehemaliges Bürgerhaus | Zweigeschossiger giebelständiger Satteldachbau mit aufgemalter Fassadengliederung, 16. Jahrhundert | D-1-85-149-206 | weitere Bilder |
| Wolfgang-Wilhelm-Platz B 172 (Standort) | Bürgerhaus | Zweigeschossiger freistehender Walmdachbau mit Fassadenmalerei, pilastergegliedertem Portal und Freitreppe, 1718 | D-1-85-149-207 | weitere Bilder |
| Zur Hölle C 15 (Standort) | Ehemaliges Hotel, vormals Baderanwesen, später Brauereigasthof und Café | Dreigeschossiger Walmdachbau auf hohem Sockelgeschoss, risalitartiger Vorsprung mit Schopfwalmdach und Erker, gewölbtes Kellergeschoss wohl 17./18. Jahrhundert, im 19. Jahrhundert mehrmals erweitert, Umbau bezeichnet mit „1903“ am Erker; Rest des sogenannten Hölltores, Verbindung zur Gasse Zur Hölle | D-1-85-149-81  | weitere Bilder |

### Auschlößchen
| Lage                               | Objekt                   | Beschreibung | Akten-Nr.      | Bild                     |
| ---------------------------------- | ------------------------ | --- | -------------- | ------------------------ |
| Gietlhausener Straße 22 (Standort) | Sogenanntes Auschlößchen | Zweigeschossiger barocker Walmdachbau, südlich mit Risalit und Mansardwalmdach, erbaut in der zweiten Hälfte des 17. Jahrhunderts, Ende 18. Jahrhundert erweitert | D-1-85-149-210 | Sogenanntes Auschlößchen |

### Bergen
| Lage                                                            | Objekt                                                                                          | Beschreibung | Akten-Nr.      | Bild                                                              |
| --------------------------------------------------------------- | ----------------------------------------------------------------------------------------------- | --- | -------------- | ----------------------------------------------------------------- |
| Baringstraße 19 (Standort)                                      | Wohnhaus                                                                                        | Zweigeschossiger barockisierender Bau mit Quergiebelrisalit und Putzgliederungen, um 1900 | D-1-85-149-211 | Wohnhaus                                                          |
| Kirchplatz (Standort)                                           | Stadel                                                                                          | Eingeschossiger Bruchsteinbau mit hohem Walmdach, 18. Jahrhundert, wohl mit älteren Teilen | D-1-85-149-283 | Stadel                                                            |
| Kirchplatz 1 (Standort)                                         | Zum Klosterbräu, Gasthof Böhm                                                                   | Zweigeschossiger giebelständiger Satteldachbau mit Bodenerker, 17./18. Jahrhundert, in Teilen wohl älter; Querfirstanbau nach Norden, ehemaliger mit Saal über Stall-/Tennenteil, 1899 errichtet, um- und ausgebaut 1969–2005; Südlich abgerückt ehemaliges Brauerei-Nebengebäude, sogenannte Malztenne, bezeichnet mit „1842“, Erdgeschoss gewölbt, Obergeschoss-Erhöhung und Dachwerk 1927, für Gastronomiezwecke adaptiert 2006/07                  | D-1-85-149-212 | Zum Klosterbräu, Gasthof Böhm                                     |
| Kirchplatz 3 (Standort)                                         | Ehemaliges Pfarrhaus                                                                            | Zweigeschossiger Satteldachbau Giebelgesimsen und gemalter Eckrustizierung, um 1700 | D-1-85-149-213 | Ehemaliges Pfarrhaus                                              |
| Kirchplatz 5 (Standort)                                         | Ehemaliger Pfarrstadel                                                                          | Mit Steilsatteldach und Giebeltenne, zweite Hälfte 17. Jahrhundert | D-1-85-149-214 | Ehemaliger Pfarrstadel                                            |
| Kirchplatz 5, 7 (Standort)                                      | Wohnhaus                                                                                        | Langgestreckter doppelhausartiger Satteldachbau, traufseitig mit zwei Eingängen und profiliertem Gesims, 18. Jahrhundert | D-1-85-149-215 | Wohnhaus                                                          |
| Kirchplatz 10 (Standort)                                        | Ehemaliges Kaplanhaus, sogenannte Alte Kaplanei                                                 | Zweigeschossiger Zeltdachbau, wohl bezeichnet mit „1711“ (Dachstuhl) | D-1-85-149-216 | Ehemaliges Kaplanhaus, sogenannte Alte Kaplanei                   |
| Kirchplatz 9; Nähe Baringstraße; Vor’m Klostergarten (Standort) | Klostermauer                                                                                    | Bestehend aus äußerer und innerer Klostermauer, Süd- und Ostseite in Resten, Nord- und Westseite komplett erhalten, zum Teil Stützpfeiler, Bruchstein- und Mischmauerwerk, 16./17. Jahrhundert | D-1-85-149-219 | Klostermauer                                                      |
| Kirchplatz 12 (Standort)                                        | Katholische Pfarr- und Wallfahrtskirche Heilig Kreuz, ehemalige Benediktinerinnenklosterkirche, | Weiträumiger, durch Doppelpilaster gegliederter Saalbau des Rokoko mit dreifach apsidialem Chorschluss, romanischer Krypta, romanischem Rundbogenportal in der Südwand und campanileartig abgesetztem romanischen Turm, romanischer Vorgängerbau von 1095, Beschädigung durch Brand 1152/56 und Wiederherstellung als Hallenkirche, durchgreifender Umbau nach Plänen von Giovanni Domenico Barbieri 1755–58; mit Ausstattung; Mit Friedhofsummauerung | D-1-85-149-265 | weitere Bilder                                                    |
| Kirchplatz 14, 14 a (Standort)                                  | Ehemaliges Klostergebäude, sowie ehemaliges Schul- und Mesnerhaus                               | Zweigeschossiger Mansard-Walmdachbau, westlich an die Kirche angebaut, 1756–58 | D-1-85-149-217 | Ehemaliges Klostergebäude, sowie ehemaliges Schul- und Mesnerhaus |
| Kirchplatz 16 (Standort)                                        | Ehemaliges Klostergebäude                                                                       | Zweigeschossiger Traufseitbau, im Kern um 1400 | D-1-85-149-266 | Ehemaliges Klostergebäude                                         |

### Bittenbrunn
| Lage                            | Objekt                                      | Beschreibung                                                                                           | Akten-Nr.      | Bild                                        |
| ------------------------------- | ------------------------------------------- | --- | -------------- | ------------------------------------------- |
| Monheimer Straße 104 (Standort) | Hakenhof                                    | Zweigeschossiger Walmdachbau, Wohnhaus mit gefugtem Quadermauerwerk, wohl erste Hälfte 18. Jahrhundert | D-1-85-149-220 | Hakenhof                                    |
| Monheimer Straße 113 (Standort) | Katholische Pfarrkirche Mariae Himmelfahrt  | Saalkirche, im Kern romanisch, 1906 und 1930 nach Westen verlängert; mit Ausstattung                   | D-1-85-149-221 | Katholische Pfarrkirche Mariae Himmelfahrt  |
| Monheimer Straße 117 (Standort) | Ehemaliger Pfarrhof; Katholisches Pfarrhaus | Zweigeschossiger Satteldachbau mit Kniestock, wohl 1871; Stadel, wohl 1871                             | D-1-85-149-222 | Ehemaliger Pfarrhof; Katholisches Pfarrhaus |
| Monheimer Straße 119 (Standort) | Gasthof zum Kirchbauer                      | Zweigeschossiger stattlicher Traufseitbau, im Kern zweite Hälfte 17. Jahrhundert                       | D-1-85-149-223 | Gasthof zum Kirchbauer                      |

### Bruck
| Lage                      | Objekt  | Beschreibung                                                                               | Akten-Nr.      | Bild           |
| ------------------------- | ------- | ------------------------------------------------------------------------------------------ | -------------- | -------------- |
| Angerstraße 30 (Standort) | Kapelle | Mit Zwiebelturm-Dachreiter und Mansardwalmdach, barockisierend, von Emil Leykauf 1911–1913 | D-1-85-149-224 | weitere Bilder |

### Feldkirchen
| Lage                   | Objekt               | Beschreibung                                                                                                  | Akten-Nr.      | Bild           |
| ---------------------- | -------------------- | --- | -------------- | -------------- |
| Kapellenweg (Standort) | Kapelle St. Wendelin | Kleiner Bau mit Glocken-Giebel, ursprünglich 1756, angeblich 1947 neu errichtet; mit historischer Ausstattung | D-1-85-149-225 | weitere Bilder |

### Gnadenfeld (Kahlhof)
| Lage                     | Objekt                                      | Beschreibung                                                           | Akten-Nr.      | Bild           |
| ------------------------ | ------------------------------------------- | ---------------------------------------------------------------------- | -------------- | -------------- |
| In Gnadenfeld (Standort) | Wallfahrtskapelle zur Heiligen Muttergottes | Spätbarocker Saalbau mit Dachreiter, erbaut nach 1786; mit Ausstattung | D-1-85-149-228 | weitere Bilder |

### Grünau
| Lage                | Objekt             | Beschreibung | Akten-Nr.      | Bild           |
| ------------------- | ------------------ | --- | -------------- | -------------- |
| Grünau 1 (Standort) | Jagdschloss Grünau | Jagdschloss der Neuburger Fürsten, ehemaliges Wasserschloss Sogenanntes Neues Schloss, zweigeschossiger Frührenaissancebau mit hohem Satteldach, Backsteingiebeln, niedrigen runden Ecktürmen und Torrisalit, nördlicher Seitentrakt mit schlichter Flächenquaderung, ab 1537 durch Hans Knotz, dann Hans Heckel, nach Bauunterbrechung 1555 restlicher Ausbau durch Michael I. Schaller; Sogenanntes Altes Schloss, Rechteckbau in gotischer Tradition mit Treppengiebeln im Osten und Westen, an der Nordseite Turm mit Pyramidendach, unter Pfalzgraf Ottheinrich erbaut von Hans Knotz ab 1530; Schlossmauer, mit Wehrgang nach Süden, 16. Jahrhundert; Ehemaliges Mauthaus, eingeschossiger Satteldachbau, Fachwerkkonstruktion, 16. Jahrhundert | D-1-85-149-229 | weitere Bilder |

### Hessellohe
| Lage                 | Objekt | Beschreibung | Akten-Nr.      | Bild |
| -------------------- | --- | --- | -------------- | --- |
| Bullbug 2 (Standort) | Hesselloher Schlösschen, ehemaliger Meierhof des Neuburger Jesuitenkollegs, dann Ökonomie der Malteser-Großballei Neuburg | 1810–16 unter Einbeziehung von Bauteilen des 17. Jahrhunderts zum repräsentativen Landsitz für Johann Baptist von Flachslanden ausgebaut, sogenanntes Hesselloher Schlösschen, klassizistische Dreiflügelanlage mit Mansardsatteldächern und Festsaal im Mitteltrakt, 1998 durch Brand schwer beschädigt, bis Anfang 2005 wiederhergestellt; Ehemalige Parkanlage mit Obelisk, bezeichnet mit „1818“, Zierweiher und Brunnen als Ausstattungsresten; Parkummauerung, verputzte Bruchsteinmauer, zum Teil mit Durchlässen, um 1800, teilweise im Westen erneuert | D-1-85-149-269 | Hesselloher Schlösschen, ehemaliger Meierhof des Neuburger Jesuitenkollegs, dann Ökonomie der Malteser-Großballei Neuburg |

### Joshofen
| Lage                   | Objekt                            | Beschreibung                                                                                    | Akten-Nr.      | Bild           |
| ---------------------- | --------------------------------- | ----------------------------------------------------------------------------------------------- | -------------- | -------------- |
| Am Gries 13 (Standort) | Straßenkapelle                    | Ende 19. Jahrhundert; beim Haus Am Gries 13                                                     | D-1-85-149-231 | Straßenkapelle |
| Jurahang 7 (Standort)  | Straßenkapelle                    | Ende 19. Jahrhundert; bei Haus Jurahang 7                                                       | D-1-85-149-232 | Straßenkapelle |
| Kirchweg 1 (Standort)  | Katholische Pfarrkirche Hl. Kreuz | Chorturmkirche des 14. Jahrhunderts, 1855 verlängert; mit Ausstattung; Alte Friedhofsummauerung | D-1-85-149-230 | weitere Bilder |
| Bergäcker (Standort)   | Wegkapelle                        | Kleiner Satteldachbau, bezeichnet mit „1851“; nördlich der Kirche                               | D-1-85-149-233 | Wegkapelle     |

### Laisacker
| Lage                               | Objekt                                | Beschreibung                                                                  | Akten-Nr.      | Bild              |
| ---------------------------------- | ------------------------------------- | ----------------------------------------------------------------------------- | -------------- | ----------------- |
| Brunnenstraße 2 (Standort)         | Katholische Filialkirche St. Leonhard | Saalkirche, Langhaus und Turmunterbau frühgotisch, Chor 1638; mit Ausstattung | D-1-85-149-234 | weitere Bilder    |
| Gietlhausener Straße 43 (Standort) | Ehemaliger Stadel                     | Mit Steilsatteldach, 17./18. Jahrhundert                                      | D-1-85-149-235 | Ehemaliger Stadel |

### Marienheim
| Lage                           | Objekt                              | Beschreibung                                | Akten-Nr.      | Bild           |
| ------------------------------ | ----------------------------------- | ------------------------------------------- | -------------- | -------------- |
| Kurfürstinstraße 32 (Standort) | Evangelisch-reformierte Pfarrkirche | Neugotischer Saalbau, 1856; mit Ausstattung | D-1-85-149-236 | weitere Bilder |

### Maxweiler
| Lage                         | Objekt                                      | Beschreibung                                                                   | Akten-Nr.      | Bild                                        |
| ---------------------------- | ------------------------------------------- | ------------------------------------------------------------------------------ | -------------- | ------------------------------------------- |
| Maxweilerstraße 3 (Standort) | Ehemaliges Wohnhaus der Mennoniten          | Eingeschossiges Bauernhaus mit Halbwalm und verputztem Fachwerkgiebel, 1803/06 | D-1-85-149-237 | Ehemaliges Wohnhaus der Mennoniten          |
| Maxweilerstraße 5 (Standort) | Ehemalige Schule und Bethaus der Mennoniten | eingeschossig mit Walmdach und Glockenständer, nach Plänen 1831                | D-1-85-149-238 | Ehemalige Schule und Bethaus der Mennoniten |

### Ried
| Lage                              | Objekt                                    | Beschreibung | Akten-Nr.      | Bild                                      |
| --------------------------------- | ----------------------------------------- | --- | -------------- | ----------------------------------------- |
| Arcostraße 18 (Standort)          | Arco-Schlösschen                          | Eingeschossige Baugruppe in exponierter Lage über der Donau, durch Karl August von Reisach 1805 erbaut (Reisachsruh), 1808 Umwandlung zur Gaststätte, 1838 von Louis von Arco-Stepperg erworben und teilweise erneuert; Nördlich ehemaliges Wirtschaftsgebäude mit Mansarddach, südlich Hauptgebäude mit Pilastergliederung und Walmdach, beide durch Zwischenbau in der Querachse verbunden, im Inneren modernisiert; Südöstlich am Hang Rest des nicht vollendeten Reisachschen Mausoleums aus grob behauenen Steinbrocken; Unterhalb am Donau-Ufer künstliche Grotte | D-1-85-149-303 | Arco-Schlösschen                          |
| Eichstätter Straße 9 (Standort)   | Katholische Pfarrkirche St. Georg         | Saalkirche, 13. Jahrhundert, Turmaufbau erstes Viertel 18. Jahrhundert, Verlängerung 1919; mit Ausstattung; Alte Friedhofsummauerung | D-1-85-149-240 | weitere Bilder                            |
| Ingolstädter Straße 67 (Standort) | Ehemaliger Pfarrhof; ehemaliges Pfarrhaus | Zweigeschossiger Walmdachbau, 18. Jahrhundert; Ehemaliger Stadel, Steildach mit Giebelgesims, 18. Jahrhundert | D-1-85-149-241 | Ehemaliger Pfarrhof; ehemaliges Pfarrhaus |
| Kirchbergstraße (Standort)        | Kreuzweg                                  | Entlang des Fußweges zur Pfarrkirche, zweite Hälfte 19. Jahrhundert | D-1-85-149-242 | Kreuzweg                                  |

### Rohrenfeld
| Lage                      | Objekt                                     | Beschreibung | Akten-Nr.      | Bild                           |
| ------------------------- | ------------------------------------------ | --- | -------------- | ------------------------------ |
| Rohrenfeld (Standort)     | Kapelle zum Heiligen Abendmahl             | Kleiner Walmdachbau mit hölzernem Dachreiter, bezeichnet mit „1827“; mit Ausstattung | D-1-85-149-243 | Kapelle zum Heiligen Abendmahl |
| Rohrenfeld 100 (Standort) | Ehemaliges königlich bayerisches Hofgestüt | Vierflügelanlage, zweigeschossiger Hauptbau mit Durchfahrt, Mittelrisalit und Schweifgiebeln, Flügelbauten mit Stallungen, im Kern 16. Jahrhundert, Umbauten im 19. Jahrhundert und 1916, Südflügel nach Westen hin erneuert. Gutsgebäude, zweigeschossiger Walmdachbau, an den westlichen Ökonomieflügel anschließend, wohl um 1916 Ökonomiegebäude, geschlämmter Backsteinbau mit Lisenengliederung und Tonnendach, bezeichnet mit „1885“; Östlich Gutsgebäude, langgestreckter Satteldachbau mit Ziergiebeln und Zwerchhaus, im Kern wohl 16. Jahrhundert; Nördlich Wohngebäude, zweigeschossiger Satteldachbau mit Segmentbogenfenstern, zweite Hälfte 19. Jahrhundert | D-1-85-149-244 | weitere Bilder                 |
| Roßnachtweide (Standort)  | Ehemaliger Wasserturm                      | Quadratischer Bau mit Zeltdach, Annexbau mit Treppengiebel, um 1905 | D-1-85-149-252 | Ehemaliger Wasserturm          |

### Sehensand
| Lage                    | Objekt                               | Beschreibung | Akten-Nr.      | Bild           |
| ----------------------- | ------------------------------------ | --- | -------------- | -------------- |
| Waldstraße 4 (Standort) | Katholische Filialkirche St. Stephan | Chorturmkirche des 14. Jahrhunderts, Verlängerung und Turmaufsatz erstes Viertel 18. Jahrhundert; mit Ausstattung | D-1-85-149-245 | weitere Bilder |

### Zell
| Lage                               | Objekt                                    | Beschreibung | Akten-Nr.      | Bild                                      |
| ---------------------------------- | ----------------------------------------- | --- | -------------- | ----------------------------------------- |
| Alte Neuburger Straße 2 (Standort) | Katholische Pfarrkirche St. Lucia         | Saalkirche, Turmunterbau bezeichnet mit „1480“, sonst Neubau von 1739; mit Ausstattung                                     | D-1-85-149-246 | weitere Bilder                            |
| Am Zeller See 12 (Standort)        | Inschrifttafel                            | Mit Wappen, Stein, bezeichnet mit „1596“                                                                                   | D-1-85-149-247 | Inschrifttafel                            |
| Rosinger Straße 3 (Standort)       | Ehemaliger Pfarrhof; ehemaliges Pfarrhaus | Zweigeschossiger traufseitiger Bau mit Steildach und Bodenerker, im Kern 17. Jahrhundert; Ökonomiegebäude, 19. Jahrhundert | D-1-85-149-272 | Ehemaliger Pfarrhof; ehemaliges Pfarrhaus |

## Ehemalige Baudenkmäler
In diesem Abschnitt sind Objekte aufgeführt, die früher einmal in der Denkmalliste eingetragen waren, jetzt aber nicht mehr. Objekte, die in anderem Zusammenhang also z. B. als Teil eines Baudenkmals weiter eingetragen sind, sollen hier nicht aufgeführt werden. Aktennummern in diesem Abschnitt sind ehemalige, jetzt nicht mehr gültige Aktennummern.

| Lage                                    | Objekt                                     | Beschreibung                                                                           | Akten-Nr.      | Bild                                       |
| --------------------------------------- | ------------------------------------------ | -------------------------------------------------------------------------------------- | -------------- | ------------------------------------------ |
| Neuburg Hirschenstraße C 171 (Standort) | Wohnhaus, sogenanntes Hebensack-Bäckenhaus | Zweigeschossiges Eckhaus mit Satteldach, 19. Jahrhundert, im Kern wohl 18. Jahrhundert | D-1-85-149-121 | Wohnhaus, sogenanntes Hebensack-Bäckenhaus |